# I. Antipatrosz makedón király
I. Antipatrosz (ógörögül: Ἀντίπατρος), (?, i. e. 310 – ?, i. e. 287) makedón király az Antipatrida-dinasztiából i. e. 297 és 294 között.

## Élete
Kasszandrosz makedón király és Thesszaloniké, III. Alexandrosz (Nagy Sándor) féltestvérének a fia. Édesapja halála után bátyja,  IV. Philipposz jutott a trónra, de hamarosan meghalt. Ekkor következett Antipatrosz, aki háborúba keveredett öccsével, a későbbi V. Alexandrosszal. Alexandrosz I. Pürrhosz épeiroszi királyt és az ellenséges Antigonida-dinasztia tagját Démétriosz Poliorkétészt hívta segítségül. A testvérek kibékültek, de később Démétriosz megölette az ő ellene szervezkedő Alexandroszt, és – Antipatrosz kizárásával – a Makedón Birodalom királya lett. Antipatroszt egy másik vetélytárs, Lüszimakhosz gyilkoltatta meg nem sokkal később.